# ジャン・ヴォートラン
ジャン・ヴォートラン（Jean Vautrin、1933年5月17日 - 2015年6月16日）はフランスの小説家、脚本家、映画監督。
映画監督としての名義は本名のジャン・エルマン（Jean Herman）。

## 人物

### ジャン・エルマン
本名はジャン・エルマン（Jean Herman）。
ムルト＝エ＝モゼル県のパニ＝シュル＝モゼル出身。オセールの高校を卒業後、パリの高等映画学院に入り、1955年に卒業。
高校教師などを経て、本名で映画監督となる。1956年以降、ロベルト・ロッセリーニ、ヴィンセント・ミネリ等の助監督を務める。1960年に短編映画"Actua-Tilt"で監督デビュー。代表作は『さらば友よ』『太陽の200万ドル』など。

### ジャン・ヴォートラン
1973年に処女長編"À bulletins rouges"を発表して以降はジャン・ヴォートラン名義で小説家として活動する。
1979年　"Bloody-Mary"（『鏡の中のブラッディ・マリー』）でミステリー批評家大賞を受賞。
1984年　短編集"Patchwork"でドゥ・マゴ賞を受賞。
1989年　"Un grand pas vers le Bon Dieu "でゴンクール賞および高校生のゴンクール賞を受賞。

## 作品
- "Billy-Ze-Kick"（1974年）

『パパはビリー・ズ・キックを捕まえられない』
- "Bloody-Mary"（1979年）

『鏡の中のブラッディ・マリー』
- "Groom"（1981年）

『グルーム』
- "La Dame de Berlin"（1987年）

『ベルリン強行突破』
ダン・フランクとの共著。